# 名探偵の掟
『名探偵の掟』（めいたんていのおきて）は、東野圭吾の短編小説集である。1996年2月25日に講談社より単行本が刊行され、1999年7月15日に講談社文庫版が刊行された。2009年にテレビドラマ化された。
天下一大五郎シリーズの第1弾で、続篇に『名探偵の呪縛』がある。

## あらすじ

### 構成
- プロローグ
- 第一章 密室宣言 - トリックの王様
- 第二章 意外な犯人 - フーダニット
- 第三章 屋敷を孤立させる理由（わけ） - 閉ざされた空間
- 第四章 最後の一言 - ダイイングメッセージ
- 第五章 アリバイ宣言 - 時刻表トリック
- 第六章 『花のOL湯けむり温泉殺人事件』論 - 二時間ドラマ
- 第七章 切断の理由 - バラバラ死体
- 第八章 トリックの正体 - ???
- 第九章 殺すなら今 - 童謡殺人
- 第十章 アンフェアの見本 - ミステリのルール
- 第十一章 禁句 - 首なし死体
- 第十二章 凶器の話 - 殺人手段
- エピローグ
- 最後の選択 - 名探偵のその後
- （解説）

## 評価
デビュー以来長年ヒット作に恵まれていなかった著者だが、この作品で『放課後』以来久々のヒットを記録し、また『このミステリーがすごい! 1997』では3位にランクインされ大躍進を果たした。なお同年版では『どちらかが彼女を殺した』も13位に選定され、作家別得票数では1位に輝いた。さらに受賞は逃したものの、第18回吉川英治文学新人賞の候補にもなり、著者の出世作の1つともいえる。
もともと『小説新潮』1990年10月号に発表した短篇小説「脇役の憂鬱」について、著者が出席したパーティにおいて有栖川有栖や北村薫といった有力者の絶賛を受けたことが執筆のきっかけであり、ミステリ界の文壇を一種揶揄する内容でありながら、文壇の当事者からも評価を得ている。

## 書誌情報
- 名探偵の掟
  - 単行本：1996年2月25日、講談社、ISBN 978-4-06-207400-1[1]
  - ノベルズ：1998年4月5日、講談社ノベルス、ISBN 978-4-06-182015-9[2]
  - 文庫本：1999年7月15日、講談社文庫、ISBN 978-4-06-264618-5[3] - 解説:村上貴史

## テレビドラマ
2009年4月17日から6月19日まで毎週金曜日23:15 - 翌0:10に、テレビ朝日系の「金曜ナイトドラマ」枠で放送された。主演は松田翔太。

### 登場人物
ドラマ化に伴い、大河原の所属が県警本部捜査一課から警視庁捜査一課に変更された。天下一と大河原以外はドラマオリジナルの登場人物。

#### レギュラー
天下一大五郎〈23〉
演 - 松田翔太
原作同様に、神出鬼没、頭脳明晰、容姿端麗の名探偵を自称する主人公。
「名探偵として事件を颯爽と解決する自分」に拘っており、それが故に事件があまりに見え見えの展開だったり、藤井刑事に推理の話の腰を折られたりすると、すぐに不貞腐れモチベーションを失って帰りたがるなど、子供っぽい振る舞いが多い。
キャラクターコンセプトとして服装（特に入浴中でも被り続けている帽子）や自転車へのこだわりが強く押し出され、金田一をオマージュした原作のように「頭を掻くとフケが飛び散る」と言った描写は無くなっている。
大河原番三〈45〉
演 - 木村祐一
「警視庁東京広域警察署」所属の刑事。原作同様のキャラクターだが、関西弁で話す。
天下一が不貞腐れたり、藤井がお約束をぶっこわしそうになるので、お約束の流れに戻すために奔走することが多い。また、自らの役割に対する責任感も強く出されている。
藤井茉奈〈23〉
演 - 香椎由宇
大河原の下で働く新米女刑事。博多出身。
普通の常識を持った普通の人。推理小説にありがちな約束事は全く知らない。そのため、普通の常識通りではあるが、「美人は怪しい」、「アリバイの無い奴は犯人じゃない」といった約束事に従わない言動・行動をしては、その都度大河原には突っ込まれ、天下一からはド素人と馬鹿にされている。大河原曰く、「天下一と恋仲になる」という「掟」が定められているらしいが、本人は断固拒否している。
森山瑞希〈25〉
演 - ちすん
大河原の下で働く婦人警官。
いち早く現場に駆けつけ、状況を大河原に報告する役目を持つ。また、会議の進行も務めている。イケメンに目がなく、事件のたびに天下一に近づこうとするが、「掟」では「天下一との恋愛の線はない」と大河原に言われている。
どんな凄惨な事件現場でも平然としていられる精神の持ち主。
植松慶太〈17〉
演 - 入江甚儀
天下一が通うカフェの店員。天下一を慕い、彼の助手になることを夢見ている。
何かと手間のかかることを天下一に命じられ、解決のために貢献したり、時には事件解決のヒントを天下一に与えることもある。天下一よりモテる。
- ナレーション - 中村育二

#### ゲスト
第一章：雪原独居老人殺人事件
- 壁神小枝子（39） - 奥貫薫
- 壁神辰哉（24） - 森本亮治
- 鶴岡君子（23） - 山崎真実
- 壁神千鶴子（46） - 川俣しのぶ
- 壁神麗子（23） - 西慶子
- 大島鉄吉 - 春海四方
- 森野作蔵 - 江良潤
- 刑事 - 佐伯新
- ほか - 加藤諒、尾上綾華、 中村由起子、松本公成、真日龍子、伊藤渚、上野哲也、高杉心悟

第二章：口の字館 会社社長愛人密会殺人事件
- 町田恵子（41） - 伊藤かずえ
- 桃川好美（26） - 黒坂真美
- 宮本治（25） - 三浦涼介
- 結城明（25） - 山根和馬
- 町田清一郎（47） - 武田光太郎
- 町田泰子（39） - 藤崎桐子
- 町田清二（43） - 山下規介

第三章：遺体のそばに何やらアレっぽい文字が書き残されていた殺人事件
- 王沢友美恵（32） - 伊藤裕子
- 王沢洋子（36） - 紫吹淳
- 王沢謙介（41） - 神尾佑
- 王沢良一（38） - 近江谷太朗
- 江島渉（38） - 虎牙光揮
- タツコ（52） - 円城寺あや
- 王沢源一郎（69） - 小倉馨
- ほか - 村松利史、米山善吉

第四章：フーダニットって何?事件
- 謎の少女 - 小林涼子
- 牛神貞治（55） - 佐渡稔
- 虎田省三（29） - 北村栄基
- 馬本正哉（50） - 矢島健一
- 竜見冬子（32） - 秋本祐希
- 犬塚ヨネ（54） - 大島蓉子

第五章：アリバイって自分から主張する人が絶対に犯人なんだよ事件
- 蟻場耕作（43） - 橋本さとし
- 只野一郎（35） - 岡本光太郎
- 大崎裕子（20） - 桂亜沙美
- 古井カブ子（37） - 石川綾子
- おじさん（58） - 深水三章
- おばさん（55） - 夏川加奈子

第六章：よりによって10番まで歌詞がある童唄になぞらえて起きている連続殺人事件
- 蛸田八郎（45） - 羽場裕一
- 魚沢ひれ子（43） - 黒田福美
- 淡島五郎（45） - 三上市朗
- 鴨居涼子（25） - 黒川智花
- 三井カトリーヌ（68） - 小野敦子（若き日：桜川博子）
- テレビ太陽関係者 - 大木優紀、前田有紀、堂真理子、久保田直子、島本真衣、竹内由恵（すべてテレビ朝日アナウンサー）

※本作のみ、舞台が原作の小島からテレビ局に変更されている。

第七章：黄部社長宅殺人事件
- 黄部矢一朗（58）/赤井留美 - 大和田伸也
- 黄部真知子（46） - 筒井真理子
- 灰田次郎（31） - 坂本真
- 赤井留美（30） - 大島美幸（森三中）
- 青野（52） - 佐戸井けん太

第八章：花のOL湯けむり温泉殺人事件
- 山本文雄（40） - 風間トオル
- 青木正子（33） - 西尾まり
- 藤原邦子（24） - さくら
- 白石純（30） - 土井よしお
- 小田（26） - 櫻井幸瑠
- 松岡（53） - 河西健司

第九章：みたらし団子殺人事件
- 大黒ノブコ（45） - 山下容莉枝
- 大黒和夫（48） - 川崎麻世
- 大黒タカコ（34） - 濱田万葉
- 大黒一朗（55） - 一世司
- 大黒次郎（29） - 村田充
- 紺野ミドリ - 平田敦子
- 高校時代の金田 - 高木万平
- 高校時代の大河原 - 高木心平
- 朝倉ナミ - 柊瑠美

最終章：素人探偵連続殺人事件
- 四条博之（65） - 夏八木勲（特別出演）
- 五島大介（35） - RIKIYA
- 七瀬登志子（34） - 三浦理恵子
- 二宮欽次（38） - みっちー
- 三木ひろみ（29） - 雛形あきこ
- 六田仁五郎 - 高橋修
- 十文字文子 - 真
- 九重美路菜（26） - 森田阿子
- 八代新平 - 佐伯新
- ミツコ - ナターシャ
- レースクイーン - 里見茜、海山真央、長野真歩
- 茉奈の母（55） - 夏川加奈子

### スタッフ
- 脚本 - 大石哲也、山岡真介、鎌田智恵
- 演出 - 宮下健作、常廣丈太、七高剛
- 主題歌 - 馬場俊英「ファイティングポーズの詩（うた）」（ワーナーミュージック・ジャパン）
- 音楽監修 - 山岡晃（コナミデジタルエンタテインメント）
- チーフプロデューサー - 五十嵐文郎（テレビ朝日）
- プロデューサー - 関拓也（テレビ朝日）、高野渉（テレビ朝日）
- 協力プロデューサー - 菊池誠（アズバーズ）
- 演出補 ‐ 加藤伸一（アズバーズ）
- 制作協力 - アズバーズ
- 制作著作 - テレビ朝日

### 放送日程
| 各話                                                           | 放送日        | シナリオ題（ラテ欄） | サブタイトル                | 脚本     | 演出     | 視聴率 |
| -------------------------------------------------------------- | ------------- | -------------------- | --------------------------- | -------- | -------- | ------ |
| 第一章                                                         | 2009年4月17日 | 殺意の密室           | 密室宣言                    | 大石哲也 | 宮下健作 | 10.8%  |
| 第二章                                                         | 2009年4月24日 | 消えた凶器!?         | 凶器の話                    | 大石哲也 | 宮下健作 | 10.0%  |
| 第三章                                                         | 2009年5月01日 | 謎の暗号殺人         | ダイイングメッセージ        | 山岡真介 | 常廣丈太 | 8.5%   |
| 第四章                                                         | 2009年5月08日 | 意外な犯人!?         | フーダニット                | 大石哲也 | 常廣丈太 | 9.5%   |
| 第五章                                                         | 2009年5月15日 | 時刻表殺人!?         | アリバイ宣言                | 山岡真介 | 宮下健作 | 9.7%   |
| 第六章                                                         | 2009年5月22日 | 殺すなら今!?         | 殺すなら今                  | 大石哲也 | 七高剛   | 9.9%   |
| 第七章                                                         | 2009年5月29日 | 美しき殺人者         | トリックの正体              | 山岡真介 | 常廣丈太 | 9.5%   |
| 第八章                                                         | 2009年6月05日 | 混浴温泉殺人         | 花のOL湯けむり温泉 殺人事件 | 大石哲也 | 七高剛   | 9.4%   |
| 第九章                                                         | 2009年6月12日 | さらば大河原         | アンフェアの見本            | 鎌田智恵 | 常廣丈太 | 7.6%   |
| 最終章                                                         | 2009年6月19日 | 最後の選択           | 最後の選択                  | 大石哲也 | 七高剛   | 9.8%   |
| 平均視聴率 9.47%（視聴率はビデオリサーチ調べ、関東地区・世帯） |               |                      |                             |          |          |        |

### 補足
- 大河原の携帯電話の着信音として、テレビ朝日系の刑事ドラマ「はぐれ刑事純情派」のテーマ曲（第一章）、日本テレビ系「あぶない刑事」より柴田恭兵のRUNNING SHOT（第二章）及びメインテーマ（第五章）、TBS系「鬼警部アイアンサイド」よりIronside（第六章）、日本テレビ系「火曜サスペンス劇場」より岩崎宏美の「聖母たちのララバイ」（第八章）が使用されている。
- 藤井が大河原につけられるあだ名に、ペーパー（第一章）、赤べこ（第三章）、筆（第四章）、一発（第五章）、スパイシー（第七章）などがある。
- 木村祐一は、同原作者のテレビドラマ「新参者」でも小嶋一道という刑事役を演じている。

### 遅れネット局
- KUTVテレビ高知（TBS系列）：2009年5月30日から毎週土曜日（毎週金曜日深夜）0:03 - 0:58
- MRT宮崎放送（TBS系列）：2009年6月11日から毎週木曜日23:59 - 翌0:54
- TUTチューリップテレビ（TBS系列）：2010年4月6日から火〜金曜（月〜木曜深夜）0:00 - 0:55
- NKT日本海テレビ(日本テレビ系列)：2011年2月11日から毎週金曜日1:38 - 2:38（毎週木曜日深夜）

第9章が2011年4月8日に放送される予定だったが、宮城で東日本大震災の余震である震度6強の地震が発生し、報道特別番組が放送されたため、一旦は40分遅れの2:18から放送するも、3:00からのNNN報道特別番組のため、急遽放送途中で中止となり、4/15は最終章が放送された。
| テレビ朝日系 金曜ナイトドラマ            | テレビ朝日系 金曜ナイトドラマ        | テレビ朝日系 金曜ナイトドラマ        |
| 前番組                                   | 番組名                               | 次番組                               |
| ---------------------------------------- | ------------------------------------ | ------------------------------------ |
| 歌のおにいさん （2009.1.16 - 2009.3.13） | 名探偵の掟 （2009.4.17 - 2009.6.19） | メイド刑事 （2009.6.26 - 2009.9.11） |